# توسياد
توسياد (TÜSİAD) هي جمعية الصناعيين ورجال الأعمال الأتراك (بالتركية: Türk Sanayicileri ve İş İnsanları Derneği)‏، هي أكبر منظمة تجارية في تركيا.
تأسست في عام 1971، توسياد هي منظمة تطوعية مستقلة غير حكومية مكرسة لتعزيز الرفاهية العامة من خلال المشاريع الخاصة. تروج توسياد لمبادئ الديمقراطية التشاركية، واقتصاد السوق التنافسي، والاستدامة البيئية، والحريات العالمية وحقوق الإنسان. تدعم الرابطة الأبحاث المستقلة ومناقشات السياسة حول القضايا الاجتماعية والاقتصادية المهمة في تركيا وخارجها. تتألف توسياد من الرؤساء التنفيذيين والمديرين التنفيذيين من كبرى الشركات الصناعية والخدمية في تركيا، بما في ذلك شركات Fortune 500. الرئيس الحالي هو سيموني كسلوفسكي والأمين العام (المدير التنفيذي) هو بهادير كاليجاسي.

## وصف التوسياد
تمثل توسياد أكثر من 4000 شركة عضو تمثل نصف القيمة المضافة لتركيا؛ 80٪ من إجمالي حجم التجارة الخارجية لتركيا؛ أكثر من 50٪ من العمالة في القطاع الخاص؛ و 80٪ من عائدات ضريبة الشركات.

## النية التحتية للرابطة
يقع المقر الرئيسي لشركة توسياد في إسطنبول وهناك سبعة مكاتب تمثيلية: أنقرة وبروكسل وواشنطن العاصمة وباريس وبرلين وبكين ولندن. تتمحور أنشطة توسياد حول موائد مستديرة يقودها أعضاء مجلس الإدارة و 36 مجموعة عمل. شركاء توسياد مع معهد بروكينغز، وصندوق مارشال الألماني للولايات المتحدة، ومنتدى سانت بطرسبرغ الاقتصادي الدولي (SPIEF). توسياد هو عضو في إرشادات منظمة التعاون والتنمية للشركات متعددة الجنسيات OECD (BIAC)، تحالف الأعمال العالمي، واتحاد الأعمال الأوروبية.

## السياق السياسي
تعتبر توسياد منظمة الأعمال العلمانية المؤيدة للغرب في تركيا (لنظيرتها المسلمة المتدينة انظر موسياد). \ في أوائل العقد الأول من القرن الحادي والعشرين، نسقت توسياد بشكل كبير مع الأغلبية المنتخبة حديثًا من حزب العدالة والتنمية، بهدف مشترك وهو الانضمام إلى الاتحاد الأوروبي.  كما يعود الفضل إلى توسياد في إرساء الأساس للدعم التركي لخطة عنان بشأن قبرص. ومع ذلك، مع بدء تدهور عملية الانضمام إلى الاتحاد الأوروبي في عام 2006، عكست إدارة رئيس الوزراء آنذاك رجب طيب أردوغان مسارها بعيدًا عن الاتحاد الأوروبي، مما أدى إلى إحداث شرخ بين الاثنين. منذ ذلك الحين، شرعت توسياد في مشروع الدبلوماسية العامة، وفتحت مكاتب تمثيلية في العواصم الأوروبية وواشنطن العاصمة للمشاركة والتعاون مع الجهات الفاعلة ذات الصلة في القطاع الخاص وعامة الجمهور.
في يونيو 2016، أصدرت توسياد بيانًا ينتقد قانونًا مقترحًا من شأنه أن يعزز سلطة الحكومة في تعيين مجالس أمناء للشركات. تم حذف المادة المثيرة للجدل في وقت لاحق من القانون.
انتقد الرئيس التركي رجب طيب أردوغان توصياد في عدة مناسبات. في أبريل 2015، انتقد أردوغان التعليقات التي تم الإدلاء بها حول الاقتصاد التركي. في ديسمبر 2014، انتقد أردوغان المنظمة لأنها تنحرف على ما يبدو عن مكتبه بعد أن أوضح رئيس توسياد آنذاك هالوك دينجر أن المنظمة تعمل مع رئيس الوزراء والوزراء الذين تتعلق أعمالهم بجهود المنظمة، وليس الرئيس.
على الرغم من الخلاف السياسي أحيانًا مع حزب العدالة والتنمية الحاكم، إلا أنهم يمثلون جبهة موحدة في الشؤون الاقتصادية؛ مباشرة بعد محاولة الانقلاب في 15 يوليو 2016، نشرت توسياد إعلانات في الصحف العالمية الكبرى وعقدت اجتماعات رفيعة المستوى مع مراكز الفكر الأمريكية والأوروبية والمنظمات غير الحكومية والمسؤولين الحكوميين جنبًا إلى جنب مع المسؤولين الحكوميين الأتراك من أجل التلويح بصورة تركيا في الخارج و طمأنة المستثمرين على صحة تركيا الاقتصادية والسياسية.

## الرؤساء
- 1971-1979 فياز بيركر
- 1980-1984 علي كوتشمان
- 1985 ساهاب كوكاتوبو
- 1986 ساكيب سابانجي
- 1987-1988 عمر دينسكوك
- 1989-1990 جيم بوينر
- 1991-1992 باولنت إكزاكيباشي
- 1993-1996 هاليس كوميلي
- 1997-1998 محرم كيهان
- 1999-2000 إركوت يوكاوغلو
- 2001-2003 تونكاي أوزيلهان
- 2004-2006 عمر سابانجي
- 2007-2009 أرزوهان دوغان يالتشينداغ
- 2010-2013 أوميت نازلي بوينر
- 2013-2014 Muharrem Yılmaz [الإنجليزية]
- 2014-2015 هالوك دينسر
- 2015-2017 كانسن باشاران سيميس
- 2017-2019 إيرول بيلجيك
- 2019 إلى الوقت الحاضر سيمون كسلوفسكي

## روابط خارجية
- http://www.توسياد.org/
- http://www.توسياد.us